# ماري سيلرز
ماري سيلرز (بالإنجليزية: Mary Sellers)‏ هي ممثلة أمريكية، ولدت في 3 سبتمبر 1962 في نيروبي في كينيا.

## وصلات خارجية
- ماري سيلرز على موقع IMDb (الإنجليزية)
- ماري سيلرز على موقع أول موفي (الإنجليزية)
- ماري سيلرز على موقع قاعدة بيانات الفيلم (الإنجليزية)